# Some Things Are Better Left Unsaid
«Some Things Are Better Left Unsaid» es una canción compuesta por el músico estadounidense Daryl Hall y grabada por el dúo Hall & Oates para su décimo segundo álbum de estudio Big Bam Boom (1984). Se publicó como el tercer sencillo del disco el 16 de marzo de 1985 por la compañía discográfica RCA Records. Se convirtió en la tercera canción del dúo en entrar en el top 20 del Billboard.

## Recepción
Luego de su lanzamiento, la canción cosechó un moderado éxito y entró en las listas estadounidenses; llegó a la posición número 18 del Billboard Hot 100 el 4 de mayo de 1985, ocupó el puesto 85 en el Hot R&B/Hip-Hop Songs y el 17 en la Dance Club Songs. En Canadá, el tema llegó al puesto número 23 de la lista Canada Top Singles. Stephen Thomas Erlewine de AllMusic dijo que la canción es «fácilmente la mejor balada del disco».

## Lita de canciones
Sencillo de siete pulgadas (7") 
1. «Some Things Are Better Left Unsaid (Edited Version)» – 4:02
2. «All American Girl» – 4:25

## Posicionamiento en listas
| Lista (1985)                       | Máxima posición |
| ---------------------------------- | --------------- |
| Canadá (Canada Top Singles)        | 23              |
| Estados Unidos (Billboard Hot 100) | 18              |
| Estados Unidos (Dance Club Songs)  | 17              |
| Estados Unidos (R&B/Hip-Hop Songs) | 85              |